# Troochoonjik
Der Troochoonjik ist ein ca. 122 km langer rechter Nebenfluss des Porcupine River im kanadischen Territorium Yukon. Der Flussname kommt aus der Gwich'in-Sprache. Der Fluss war früher als Driftwood River (englisch für „Treibholz-Fluss“) bekannt. Der Name ist offenbar weiterhin als Alternativname zugelassen.

## Flusslauf
Der Troochoonjik entsteht am Zusammenfluss zweier Quellbäche im Nordwesten der Richardson Mountains auf einer Höhe von etwa 840 m. Er fließt in südsüdwestlicher Richtung und mündet schließlich auf einer Höhe von etwa 260 m in den Porcupine River. Der Troochoonjik weist auf seiner gesamten Fließstrecke ein stark mäandrierendes Verhalten mit unzähligen engen Flussschleifen auf. Das Einzugsgebiet des Troochoonjik umfasst etwa 1450 km².